# ستيفن أندرسون سميث
ستيفن أندرسون سميث (بالإنجليزية: Stephen Anderson Smith)‏ هو عالم بيئة أمريكي، ولد في 9 مارس 1962.